# Liste des députés wallons (2014-2019)
Pour les articles homonymes, voir Liste des députés wallons.
Le Parlement de Wallonie élu en 2014 compte 75 députés élus au suffrage universel direct. Les parlementaires titulaires ont prêté serment le 13 juin 2014.
Les députés wallons :
- francophones siègent aussi une semaine sur deux au Parlement de la Communauté française de Belgique;
- germanophones siègent une semaine sur deux au Parlement de la Communauté germanophone.

À la suite du décret décumul, le quart d'élus d'une liste qui réalisent les meilleurs taux de pénétration lors de l'élection parlementaire seront autorisés à cumuler leur mandat parlementaire avec une fonction dans un exécutif local.
Huit députés francophones sont délégués au sénat comme sénateur (), comme suit:
| législature | partis | partis | partis | partis |
| .           | cdH    | PS     | MR     | ECOLO  |
| 54e         | 1      | 3      | 3      | 1      |
| ----------- | ------ | ------ | ------ | ------ |

## Bureau
- André Antoine (cdH) (22.7.2014) remplace Maxime Prévot (ministre), président
- Christophe Collignon (PS) premier vice-président (6.9.2017)
- Jacqueline Galant (MR) 2e vice-présidente (28.7.2017)
- Sophie Pécriaux (PS), 1er secrétaire (6.9.2017)
- Olivier Destrebecq (MR), 2esecrétaire (20.9.2017)

## Commissions
| Commission                                                  | Président                                      |
| ----------------------------------------------------------- | ---------------------------------------------- |
| Affaires générales et Relations internationales             | Nicolas Tzanetatos (MR) (28/09/2017)           |
| pouvoirs locaux, logement et infrastructures sportives      | Gilles Mouyard (MR) (26/09/2017)               |
| budget, énergie et climat                                   | Joëlle Kapompole (cdH) (17/12/2018)            |
| Economie, emploi et formation                               | Philippe Dodrimont (MR) (26/09/2017)           |
| Agriculture, tourisme et patrimoine                         | Mauro Lenzini (PS) (17/12/2018)                |
| environnement, aménagement du territoire et travaux publics | Isabelle Moinnet-Joiret (cdH) (25/09/2017)     |
| Travaux publics, Action sociale et Santé                    | Christie Morreale (PS) (18/12/2018)            |
| contrôle des dépenses électorales                           | André Antoine (cdH) ( (22/07/2014))            |
| coopération avec les communautés et régions                 | André Antoine (cdH)                            |
| vérification des pouvoirs                                   | Jean-Paul Wahl (MR)                            |
| renouveau démocratique                                      | André Antoine (cdH) (28/05/2015 au 28/07/2017) |
| questions européennes                                       | André Antoine (cdH) (28/09/2017)               |
| coopération                                                 | André Antoine (cdH) (23/09/2015 au 28/07/2017) |
| égalisté des chances H/F                                    | Anne Lambelin (PS) (24/01/2018)                |

## Partis représentés

### Parti Socialiste(30)
| Arrondissement       | Député |
| -------------------- | --- |
| Huy-Waremme          | Christophe Collignon, chef de groupe (échevin de Huy) (T.P. 9,85 %) |
| Luxembourg           | Philippe Courard, (Bourgmestre de Hotton) (T.P. 11,44 %) (remplacé par Véronique Biordi-Taddei (Bourgmestre d'Aubange) du 18.6.2014 au 18.9.2014)                                        |
| Wallonie picarde     | Jean-Pierre Denis (22.7.14) remplace Rudy Demotte (Bourgmestre de Tournai) (T.P.14,96 %)                                                                                                 |
| Dinant Philippeville | Pierre-Yves Dermagne |
| Charleroi            | Anthony Dufrane remplacé par Hicham Imane (18.6.14-8.9.2014) |
| Thuin                | Paul Furlan(Bourgmestre de Thuin) (T.P. 18,34 %) remplacé par François Devillers du 22.7.14 au 26.01.2017                                                                                |
| Charleroi            | Latifa Gahouchi |
| Soignies             | Virginie Gonzalez Moyano remplace Françoise Fassiaux-Looten (Bourgmestre de Chimay) (T.P. 3,25 %)                                                                                        |
| Nivelles             | Hassan Idrissi remplace (12.12.2018) Dimitri Legasse |
| Verviers             | Jean-François Istasse remplace (10.12.2018) Véronique Bonni |
| Liège                | Zoé Istaz-Slangen remplace (12.12.2018) Maurice Mottard |
| Mons                 | Joëlle Kapompole |
| Charleroi            | Serdar Kilic(T.P. 2,42 %) remplace (27.6.16) Hicham Imane (8.9.14-27.6.2016) remplace Julie Patte (22.7.2014-8.09.2014) remplace Paul Magnette (T.P. 22,12 %) (Bourgmestre de Charleroi) |
| Nivelles             | Anne Lambelin |
| Liège                | Mauro Lenzini (22.7.14) remplace Jean-Claude Marcourt |
| Namur                | Jean-Charles Luperto (Bourgmestre de Sambreville) (T.P. 8,48 %) |
| Mons                 | Nicolas Martin (Bourgmestre ff. de Mons) (T.P. 13,76 %) |
| Liège                | Christie Morreale |
| Liège                | Maurice Mottard remplace (12.12.2018) Alain Onkelinx |
| Charleroi            | Sophie Pécriaux |
| Dinant               | Christine Poulin |
| Soignies             | Patrick Prévot |
| Verviers             | Edmund Stoffels |
| Mons                 | Pierre Tachenion remplace (10.12.2018) Jean-Marc Dupont |
| Namur                | Éliane Tillieux (remplacée par Vincent Sampaoli (22.7.14-28.7.17) ) |
| Charleroi            | Graziana Trotta |
| Wallonie picarde     | Luc Van der Stichelen remplace (10.12.2018) Bruno Lefebvre |
| Wallonie picarde     | Christiane Vienne |
| Liège                | André Vrancken remplace (10.12.2018) Déborah Géradon (22.7.14) remplace Isabelle Simonis (T.P. 3,9 %)                                                                                    |
| Soignies             | Olga Zrihen |

### Mouvement réformateur(25-1)
| Arrondissement   | Député |
| ---------------- | --- |
| Verviers         | Jennifer Baltus-Möres |
| Dinant           | Laetitia Brogniez |
| Liège            | Fabian Culot remplace (28.06.2017) Virginie Defrang-Firket |
| Wallonie picarde | Stéphane Delfosse remplace (10.12.2018) Philippe Bracaval (28.7.2017) remplace Jean-Luc Crucke (Bourgmestre de Frasnes-lez-Anvaing) (T.P.11,35 %)                   |
| Soignies         | Olivier Destrebecq |
| Huy-Waremme      | Magali Dock |
| Liège            | Philippe Dodrimont |
| Wallonie picarde | Véronique Durenne |
| Luxembourg       | Yves Evrard |
| Mons             | Jacqueline Galant (Bourgmestre de Jurbise) (T.P. 10,66 %) remplacée par Georges-Louis Bouchez (11.10.2014-19.04.2016)                                               |
| Verviers         | Charles Gardier (28.7.17) remplace Pierre-Yves Jeholet(Bourgmestre de Herve) (T.P. 11,83 %)                                                                         |
| Dinant           | Pierre Helson remplace (10.12.2018) Valérie Warzée-Caverenne (27.04.2016) remplace François Bellot (Bourgmestre de Rochefort) (T.P.13,37 %)                         |
| Namur            | Laurent Henquet (18.6.14) remplace Anne Barzin, (échevine de Namur) (T.P. 6,58 %)                                                                                   |
| Charleroi        | Philippe Knaepen |
| Luxembourg       | Éric Lejeune remplace (10.12.2018) Carine Lecomte (22.10.2014) remplace Willy Borsus (chef de groupe jusqu'au 11.10.14) (Bourgmestre de Somme-Leuze) (T.P. 13,02 %) |
| Nivelles         | Lyseline Louvigny (18.1.2017) remplace Christophe Dister (11.03.2015) remplace Florence Reuter                                                                      |
| Nivelles         | Olivier Maroy |
| Namur            | Gilles Mouyard |
| Thuin            | Marie-Françoise Nicaise (18.6.14) (échevine de Thuin) remplace Yves Binon (Bourgmestre de Ham-sur-Heure-Nalinnes) (T.P. 8,39 %)                                     |
| Liège            | Diana Nikolic remplace (10.12.2018) Christine Defraigne |
| Charleroi        | Nicolas Tzanetatos (18.6.14) remplace Cyprien Devilers (échevin de Charleroi) ,(T.P. 1,34 %)                                                                        |
| Nivelles         | Chantal Versmissen-Sollie remplace (10.12.2018) Jordan Godfriaux remplace (28.7.2017) Valérie De Bue                                                                |
| Nivelles         | Jean-Paul Wahl chef de groupe au 28.7.17 |
| Huy-Waremme      | Marie-Christine Warnant remplace (10.12.2018) Patrick Lecerf (11.10.2014) remplace Hervé Jamar (Bourgmestre de Hannut) (T.P.12,75 %)                                |

### Centre Démocrate Humaniste(13)
| Arrondissement   | Député |
| ---------------- | --- |
| Nivelles         | André Antoine |
| Luxembourg       | Josy Arens (Bourgmestre d'Attert) (T.P. 13,76 %)                                                                                          |
| Verviers         | Valentine Bourgeois remplace (16.01.2019) Isabelle Stommen remplace (27.04.2016) Marie-Martine Schyns                                     |
| Soignies         | François Desquesnes |
| Liège            | Benoît Drèze |
| Luxembourg       | Dimitri Fourny (Bourgmestre de Neufchâteau) (T.P. 14,3 %)                                                                                 |
| Namur            | Isabelle Moinnet-Joiret |
| Mons             | Savine Moucheron (22.7.14) remplace Carlo Di Antonio (Bourgmestre de Dour) elle fut remplacée du 25.5.16 au 03.12.2018 par Pascal Baurain |
| Namur            | Maxime Prévot (Bourgmestre de Namur) (T.P. 11,61 %) remplacé par Clotilde Leal-Lopez (22.7.14-28.7.17)                                    |
| Charleroi        | Véronique Salvi |
| Liège            | Marie-Dominique Simonet, présidente |
| Wallonie picarde | Mathilde Vandorpe (18.06.2014) remplace Alfred Gadenne (Bourgmestre de Mouscron) (T.P. 6,33 %)                                            |
| Wallonie picarde | Véronique Waroux |

### Ecolo(4)
| Arrondissement | Député          |
| -------------- | --------------- |
| Verviers       | Matthieu Daele  |
| Namur          | Stéphane Hazée  |
| Liège          | Philippe Henry  |
| Nivelles       | Hélène Ryckmans |

### PTB-Go!(2)
| Arrondissement | Député          |
| -------------- | --------------- |
| Liège          | Frédéric Gillot |
| Huy-Waremme    | Ruddy Warnier   |

### Indépendant (1+1)
| Arrondissement | Député                                                                     |
| -------------- | -------------------------------------------------------------------------- |
| Liège          | André-Pierre Puget (ex-Parti populaire (Belgique))                         |
| Charleroi      | Patricia Potigny (ex-MR) remplace (23.9.15) Véronique Cornet (+14.07.2015) |